# Wilkowo (Olsztynek)
Wilkowo (deutsch Wilken) ist ein Dorf in der polnischen Woiwodschaft Ermland-Masuren. Es gehört zur Gmina Olsztynek (Stadt- und Landgemeinde Hohenstein i. Ostpr.) im Powiat Olsztyński (Kreis Allenstein).

## Geographische Lage
Wilkowo liegt am nördlichen Stadtrand von Olsztynek im Südwesten der Woiwodschaft Ermland-Masuren, jeweils 23 Kilometer südöstlich der einstigen Kreisstadt Osterode in Ostpreußen (polnisch Ostróda) bzw. der heutigen Kreismetropole und Woiwodschaftshauptstadt Olsztyn (deutsch Allenstein).

## Geschichte
Wilken wurde erstmals 1347 urkundlich erwähnt. Der Ort bestand aus mehreren mittleren und kleinen Höfen. Die Landgemeinde Wilken kam 1874 zum neu errichteten Amtsbezirk Hohenstein i. Ostpr.-Land (polnisch Olszynek) im Kreis Osterode in Ostpreußen.
129 Einwohner waren im Jahre 1910 in Wilken registriert. Ihre Zahl stieg bis 1933 auf 152, die auch 1939 galt. Im Jahre 1939 gab es in Wilken 28 Haushalte. Von den Einwohnern arbeiteten 112 in der Land- und Forstwirtschaft sowie 13 in Industrie und Handwerk.
In Kriegsfolge wurde 1945 das gesamte südliche Ostpreußen an Polen überstellt. Wilken erhielt die polnische Namensform „Wilkowo“ und ist heute – integriert in das Schulzenamt (polnisch Sołectwo) Sudwa (Sauden) – eine Ortschaft innerhalb der Stadt- und Landgemeinde Olsztynek (Hohenstein i. Ostpr.) im Powiat Olsztyński (Kreis Allenstein), bis 1998 der Woiwodschaft Olsztyn, seither der Woiwodschaft Ermland-Masuren zugehörig.

## Kirche
Wilken war bis 1945 in die evangelische Pfarrkirche Hohenstein (Ostpreußen) in der Kirchenprovinz Ostpreußen der Kirche der Altpreußischen Union, außerdem in die römisch-katholische Stadtkirche Hohenstein im Bistum Ermland eingepfarrt.
Heute gehört Wilkowo zur Kirche in Olsztynek: zur dortigen römisch-katholischen Pfarrkirche im Dekanat Olsztynek des Erzbistums Ermland sowie zur evangelischen Kirchengemeinde, einer Filialgemeinde von Olsztyn in der Diözese Masuren der Evangelisch-Augsburgischen Kirche in Polen.

## Verkehr
Wilkowo unweit von Olsztynek ist über regionale Nebenstraßen von Ostrowin (Osterwein) und Elgnówko (Gilgenau) sowie von Świętajny (Schwenteinen) aus zu erreichen. Olsztynek ist die nächste Bahnstation und liegt an der Bahnstrecke Działdowo–Olsztyn (deutsch Soldau–Allenstein).